# Asgard's Wrath
Asgard's Wrath là một game hành động nhập vai do hãng Sanzaru Games phát triển và Oculus Studios phát hành cho kính thực tế ảo Oculus Rift. Trong game, người chơi hóa thân thành một vị thần Bắc Âu được giao phó việc hướng dẫn một số anh hùng phàm trần hoàn thành số phận của họ. Trò chơi đã nhận được đánh giá chung tích cực khi ra mắt giới game thủ.

## Lối chơi
Asgard's Wrath thuộc thể loại hành động nhập vai được thiết kế dành cho kính thực tế ảo (VR). Lấy bối cảnh thần thoại Bắc Âu, người chơi điều khiển một vị thần Bắc Âu dưới sự giám hộ của thần Loki. Vị thần này phải đáp ứng yêu cầu của Loki nhằm chỉ dẫn một số vị anh hùng dưới cõi trần được định sẵn hoàn thành số phận của họ. Game có tới năm vị anh hùng khác nhau đều có lối đánh riêng và khả năng đặc biệt. Mỗi người đều tự trang bị loại vũ khí riêng biệt, dù cho người chơi có thể nhặt vũ khí thu được từ những đối thủ bị đánh bại. Người chơi vung kiếm đánh địch và lướt qua hòng làm chệch hướng những đòn đánh trả. Vũ khí dễ dàng ném trúng đối phương và được triệu hồi một cách kỳ diệu trở lại trong tay người chơi. Một số loại vũ khí này sở hữu các đặc tính trạng thái như sấm sét và độc dược. Người chơi cần ăn uống để hồi phục cột máu. Khi người chơi khám phá thế giới trong game thì họ được phép hoàn thành các màn chơi phụ, khám phá ngục thất và tìm kiếm kho châu báu được dùng để chế tạo các loại vật liệu hữu ích. Người chơi cũng có thể chiêu mộ nhiều loài động vật khác nhau và biến chúng thành những người bạn đồng hành dạng người mà game gọi là "đệ tử", thường trợ giúp người chơi giải các câu đố và tham chiến bên cạnh. Để làm được như vậy thì Loki buộc phải cung cấp cho người chơi khả năng như trên.

## Phát triển
Quá trình phát triển tựa game này khởi đầu tại hãng Sanzaru Games vào năm 2016 khi công ty cũng đang bắt tay vào làm một tựa game VR khác mang tên Marvel Powers United VR. Một nhóm gồm 90 nhà phát triển dồn sức vào tựa game này. Tầm nhìn ban đầu của trò chơi tương tự như game Lemmings, khi người chơi nắm quyền điều khiển các vị thần và giải mã các câu đố bằng cách chỉ huy các nhân vật khác nhau thuộc tộc người trần tục. Oculus Studios đã cho công bố tựa game này vào tháng 2 năm 2019 và chính thức phát hành game cho kính VR Oculus Rift vào ngày 10 tháng 10 năm 2019.

## Đón nhận
Game nhận được những đánh giá nhìn chung theo hướng tích cực theo trang web tổng hợp kết quả đánh giá Metacritic. Giới phê bình hầu hết đều ca ngợi tham vọng của trò chơi và vị thế của nó dưới dạng một tựa game dài hạn, không giống như hầu hết các game VR khác. Game nhận được đề cử cho Trò chơi thực tế ảo/AR hay nhất (Best VR/AR Game) trong Lễ trao giải Game 2019 nhưng để thua trò Beat Saber. Sau thành công của tựa game này, Facebook, công ty mẹ của Oculus, thông báo họ đã mua lại hãng Sanzaru Games vào tháng 2 năm 2020.

### Giải thưởng
| Năm  | Giải thưởng                        | Thể loại                                         | Kết quả | Tham khảo |
| ---- | ---------------------------------- | ------------------------------------------------ | ------- | --------- |
| 2019 | Game Critics Awards                | Best VR/AR Game                                  | Đề cử   | [ 13 ]    |
| 2019 | The Game Awards 2019               | Best VR/AR Game                                  | Đề cử   | [ 11 ]    |
| 2020 | New York Game Awards               | Coney Island Dreamland Award for Best AR/VR Game | Đề cử   | [ 14 ]    |
| 2020 | 23rd Annual D.I.C.E. Awards        | Immersive Reality Technical Achievement          | Đề cử   | [ 15 ]    |
| 2020 | 23rd Annual D.I.C.E. Awards        | Immersive Reality Game of the Year               | Đề cử   | [ 15 ]    |
| 2020 | NAVGTR Awards                      | Control Design, VR                               | Đề cử   | [ 16 ]    |
| 2020 | NAVGTR Awards                      | Sound Mixing in Virtual Reality                  | Đề cử   | [ 16 ]    |
| 2020 | 20th Game Developers Choice Awards | Best VR/AR Game                                  | Đề cử   | [ 17 ]    |